# Carria paradoxa
Carria paradoxa är en stekelart som beskrevs av Otto Schmiedeknecht 1924. Carria paradoxa ingår i släktet Carria och familjen brokparasitsteklar. Inga underarter finns listade.

## Bildgalleri

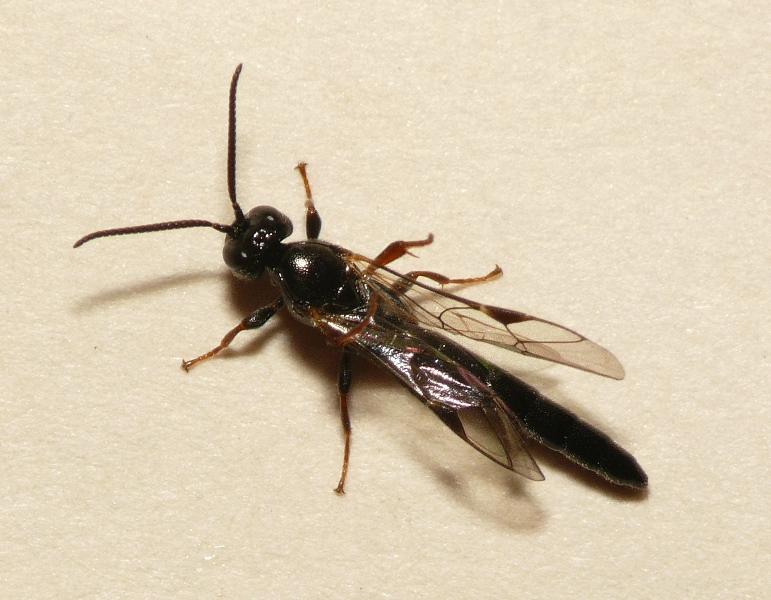